# José María Fidalgo Velilla
José María Fidalgo Velilla (Lleó, 18 de febrer de 1948) és un sindicalista espanyol, secretari general de Comissions Obreres des del 2000 fins a 2008. És llicenciat en medicina per la Universitat de Valladolid i ha treballat com a metge especialista en cirurgia ortopèdica i traumatològica a l'hospital madrileny de La Paz. Afiliat a Comissions Obreres des de 1977. Va ocupar en els seus inicis com sindicalista els càrrecs de secretari general de la Federació Estatal de Sanitat de Comissions Obreres i de secretari confederal de política institucional.
El 2000 va substituir Antonio Gutiérrez Vergara com a secretari general de Comissions Obreres. Va ser reelegit el 2004, en aquesta última ocasió amb tan sols el 58% dels vots dels delegats. S'ha mostrat en a favor de l'ús civil de l'energia nuclear i àdhuc va participar en seminaris de la Fundació FAES, vinculada al Partit Popular. Amb tots aquests gestos va intentar donar una imatge d'acord amb els paràmetres del sindicalisme europeu modern. Ha estat molt criticat per alguns corrents interns de Comissions Obreres (crítics i Alternativa Confederal), que li retreuen l'estratègia de concertació social i pactes polítics seguida pel sindicat, encara que aquestes crítiques sempre van ser minoritàries fins que al IX Congrés (2008), en la votació per a un tercer mandat, va ser derrotat per Ignacio Fernández Toxo per 512 vots contra 484.
Després de diversos mesos en els quals es va barrejar la seva candidatura a les eleccions a l'Assemblea de Madrid de 2011 per part d'UPyD, partit amb el qual va col·laborar en alguns actes, aquesta no es va dur a terme i el cap de llista a l'Assemblea de Madrid fou Luis de Velasco Rami; no obstant això el 15 de gener de 2011 va participar en l'acte de presentació dels candidats d'UPyD a les eleccions autonòmiques de 2011 demanant el vot per a aquesta formació.
El setembre de 2011 va participar en el fòrum del Partit Popular a Las Palmas, manifestant les seves coincidències amb el programa social del PP (encara que ell es manifesta socialdemòcrata) i es comentà el seu nom com a possible ministre de treball al govern del Partit Popular. I el 15 d'abril de 2019 anunciaria el seu aval a la candidatura del PP de Catalunya encapçalada per Cayetana Álvarez de Toledo.